# Guy Essame
Guy Stéphane Essame est un ancien footballeur international camerounais né le 25 novembre 1984 à Douala, qui jouait au poste de milieu de terrain.

## Palmarès
FK Astana
- Championnat du Kazakhstan (1) :
  - Champion : 2014.